# Вашковцы (Днестровский район)
Ва́шковцы  (укр. Вашківці) — село в Днестровском районе Черновицкой области Украины. Административный центр Вашковецкой сельской общины
Население по переписи 2001 года составляло 3587 человек.
У села проходит государственная граница Украины с Молдавией, действует пропускной пункт Гриманкауцы-Вашковцы.

## История
В июле 1995 года Кабинет министров Украины утвердил решение о приватизации находившегося здесь совхоза.
До 2020 года село входило в Сокирянский район